# Programvaruföretag
Ett programvaruföretag eller mjukvaruföretag är ett företag som sysslar med att utveckla programvara, som till exempel kontorspaket, operativsystem, bildbehandlingsprogram, affärssystem och andra program, eller att distribuera programvara från en tredje part. Bland de största företagen finns bland andra Microsoft, känt för sitt operativsystem Windows och Officepaketet och databasföretaget Oracle.
Exempel på programvaruföretag som förutom programvara även tillverkar hårdvara och andra typer av datautrustning är Apple Computer, Sun Microsystems, Compaq och numera också Microsoft. 
Tidig programvara programmerades och producerades ofta av hårdvaruföretag. Exempel:
- Digital Equipment Corporation
- IBM
- UNIVAC

## Lista över programvaruföretag
- Adobe Systems
- Autodesk
- BEA Systems
- Be Inc
- Borland
- Citrix Systems
- F-Secure
- Google
- Lavasoft AB
- Lotus Software
- Macromedia
- Mandriva
- Microsoft Corporation
- MySQL AB
- Novell Inc
- Opera Software
- Oracle
- RSA Security
- SAP
- Silicon Graphics
- Sitoo
- Sun Microsystems
- Symantec
- Vitec Software Group
- WordPerfect